# Edogawa Rampo
Det här är en artikel om en person med japanskt personnamn; Edogawa är familjenamnet.

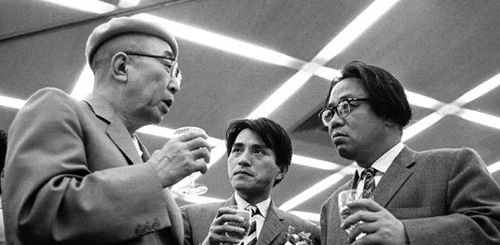
Från vänster till höger: Edogawa Rampo, Tsutomu Minakami, och Seichō Matsumoto (1961)

Edogawa Rampo (japanska: 江戸川 亂步?, Edogawa Ranpo), ursprungligen Hirai Tarō, född 21 oktober 1894, död 28 juli 1965, var en japansk författare och litteraturkritiker. Hans artistnamn är en japanisering av Edgar Allan Poe, som han beundrade. Edogawa är känd inte minst för sina detektivromaner med Kogoro Akechi i huvudrollen.
Edogawa föddes i Naga i nuvarande Nabari i Mie prefektur år 1894 och växte upp i Nagoya. Han studerade vid Wasedauniversitetet i Tokyo och hade därefter tillfälliga arbeten, allt från redigerare på en dagstidning till nudelförsäljare på gatan.
1923 debuterade han med Nisen Dōka, en novell som publicerades i tidskriften Shin Seinen under namnet Edogawa Ranpo. Han har kommit att betraktas som banbrytande inom den japanska detektivgenren, och grundade själv en klubb för deckarförfattare (MWJ, Mystery Writers of Japan (en)).

## Eftermäle
Asteroiden 10321 Rampo är uppkallad efter honom.